# Baureihe 644
De Baureihe 644 ook wel Talent genoemd is een dieseltreinstel, een zogenaamde lichtgewichttrein met lagevloerdeel voor het regionaal personenvervoer van de Deutsche Bahn (DB).

## Geschiedenis
De Talent is een normaalsporig treinstel volgens UIC normen door Alexander Neumeister in 1994 ontworpen. Na een bouwtijd van 7 maanden door Waggonfabrik Talbot te Aken werd het prototype in februari 1996 voorgesteld. Het acroniem Talent staat voor Talbot leichter Nahverkehrstriebwagen.
De fabriek is sinds 2001 onderdeel van Bombardier Transportation. In 2006 werd door Bombardier Transportation de Talent 2 gepresenteerd.
De Deutsche Bahn (DB) bestelde 63 driedelige treinen van de Baureihe 644. De dieselelektrisch aangedreven treinstellen hebben een maximale snelheid van 120 km/h.

## Constructie en techniek
Het treinstel is opgebouwd uit een aluminium frame. Typerend aan dit treinstel is door de toepassing van Scharfenbergkoppeling met het grote voorruit. De treinen werden geleverd als tweedelig dieseltreinstel met mechanische transmissie. De trein heeft een lagevloerdeel. Deze treinen kunnen tot drie stuks gecombineerd rijden. De treinen zijn uitgerust met luchtvering.

## Treindiensten
Sinds december 2008 wordt het onderhoud van alle treinstellen verricht door Betriebswerk Köln-Deutserfeld.
De DB zet deze treinen onder meer in op de volgende trajecten:
- Aggertalbahn
- Eifelbahn
- Voreifelbahn

In Nederland werden deze Talent-treinen gebruikt tot de komst van de nieuwe treinen van de serie 643.2 op het volgende traject:
- Heerlen - Aachen Hbf - Stolberg of - Eschweiler-Weisweiler als Euregiobahn door NS en DB Regio NRW

Ook zijn ze in zeldzame gevallen weleens in Enschede te zien op de lijn vanuit Gronau (D).

### S-Bahn Keulen
De treinen zijn op het volgend traject van de S-Bahn Keulen in gebruik:
- S 14, "City Bahn": Köln Hansaring - Köln Hbf - Köln-Deutz - Overath - Gummersbach - Marienheide, 63 km

## Foto's

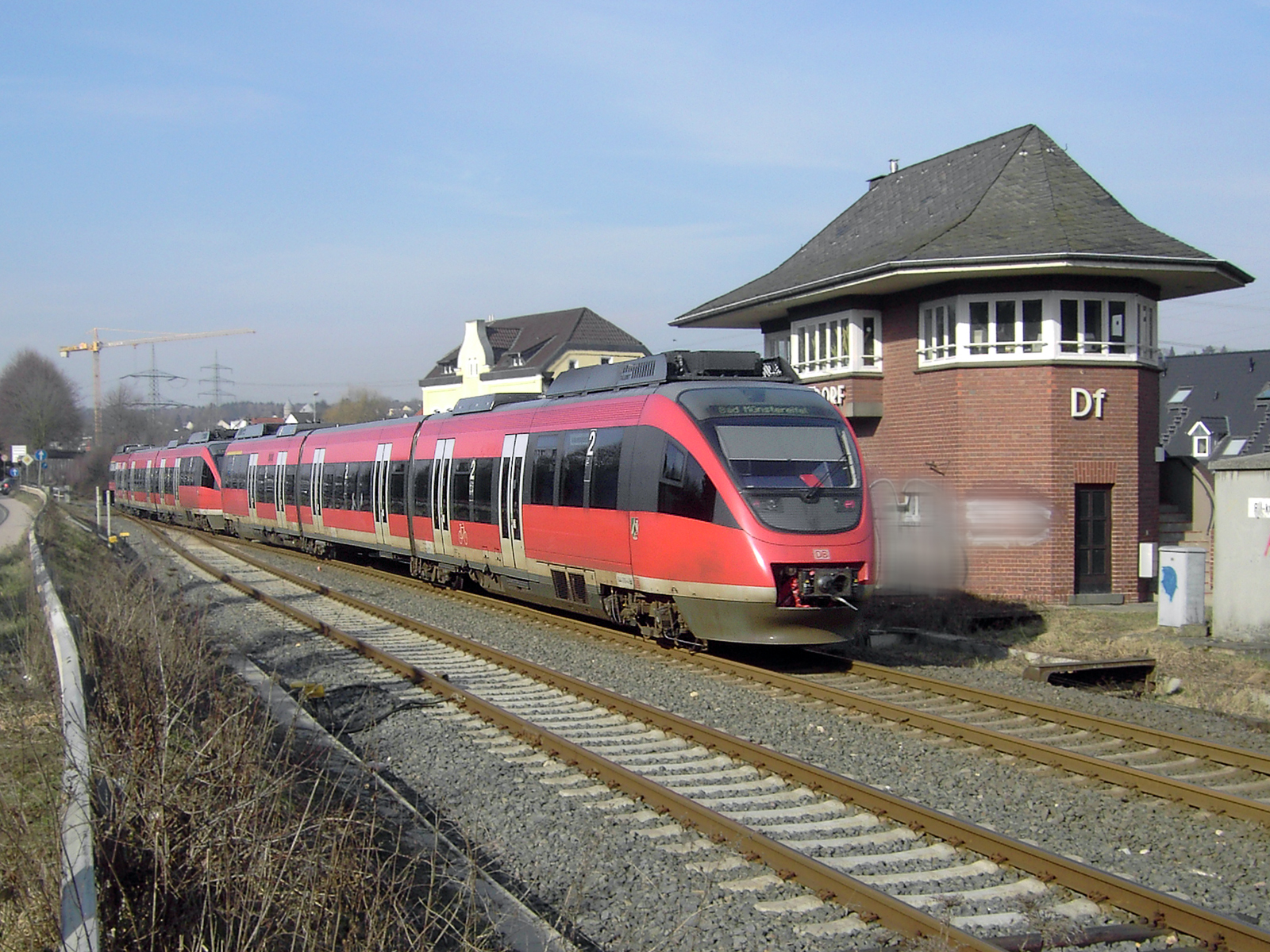
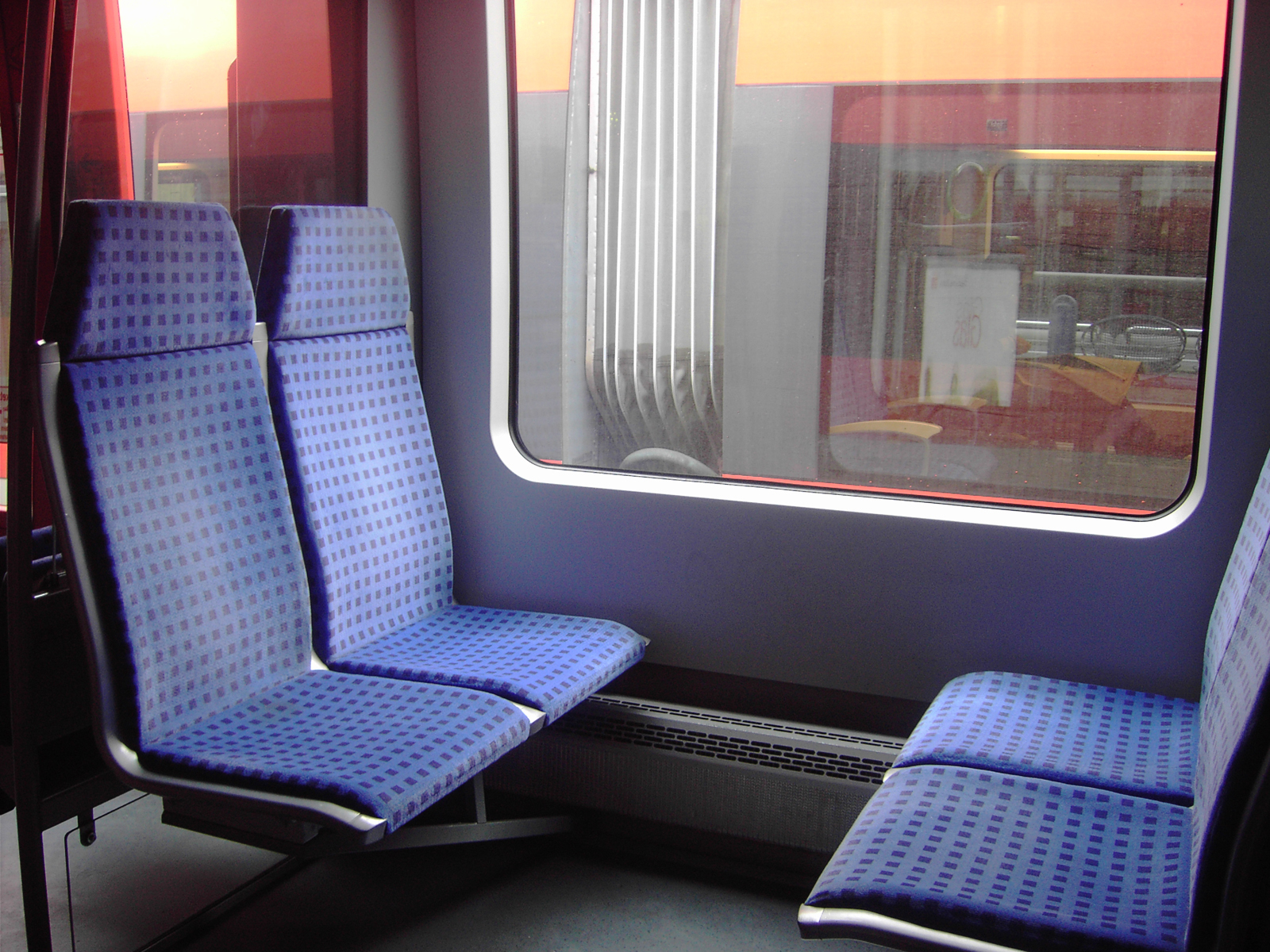
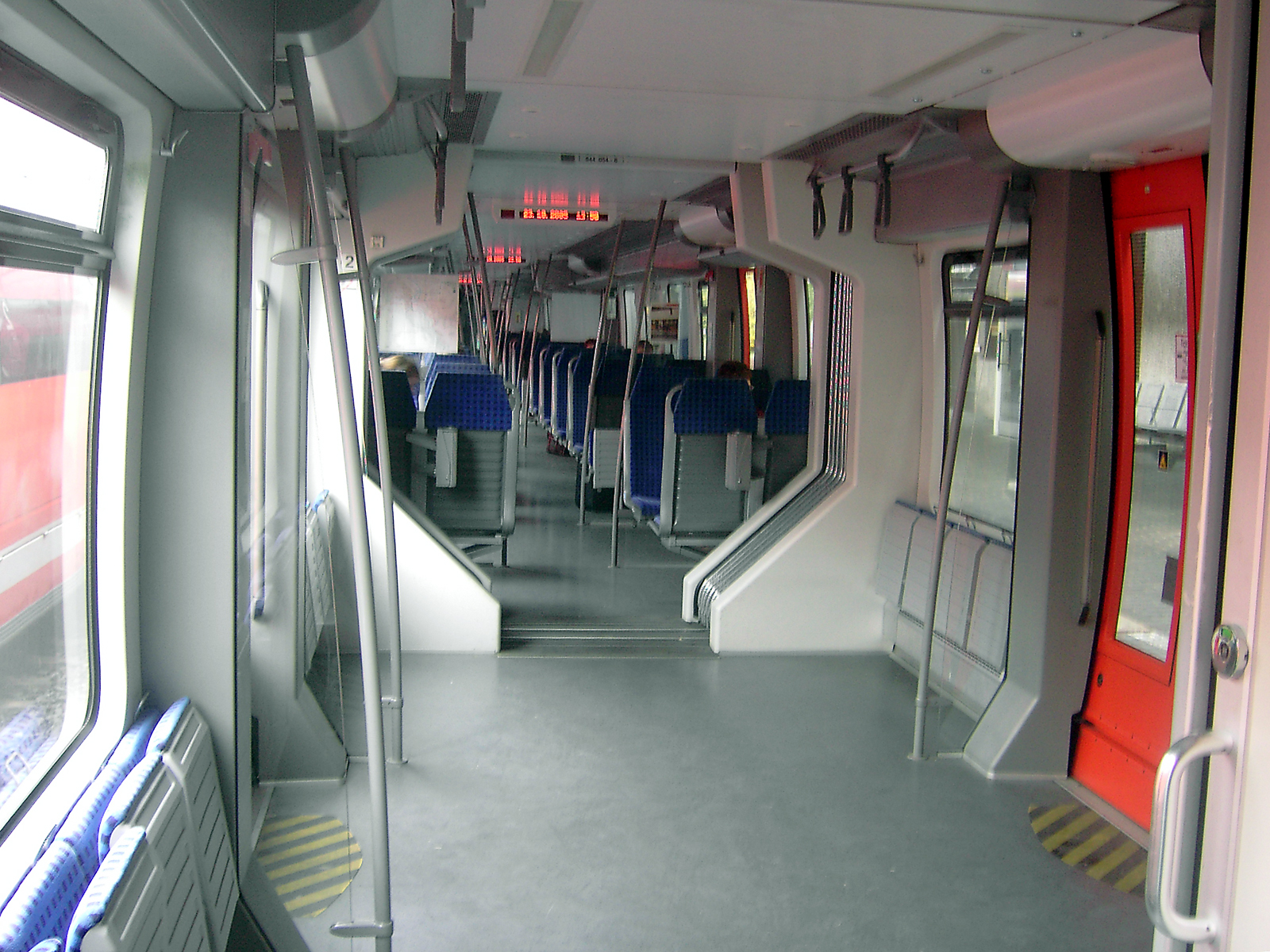

In dit overzicht staan eveneens treinen van de Deutsche Bundesbahn (DB) en van de Deutsche Reichsbahn (DR)